# PPL Park
PPL Park – amerykański stadion piłkarski w Chester, w stanie Pensylwania. Jest to domowy obiekt drużyny piłkarskiej Philadelphia Union, grającej w MLS. Stadion swoją nazwę zawdzięcza sponsorowi tytularnemu – firmie PPL EnergyPlus. Znajduje się wzdłuż rzeki Delaware, w południowo-zachodnim rogu Mostu Commodore Barry.

## Historia
Z powodów pewnych opóźnień Philadelphia Union zdecydowała swój pierwszy domowy mecz w sezonie zagrać na Lincoln Financial Field, a swój inauguracyjny mecz na PPL Stadium zagrali dopiero 27 czerwca 2010, w którym pokonali Seattle Sounders FC 3-1. Strzelcem pierwszego historycznego gola na tym obiekcie był Pat Noonan z ekipy gości.
PPL Park był gospodarzem Meczu Gwiazd Ligi MLS 2012 – meczu rozgrywanego pomiędzy gwiazdami amerykańskiej ligi a Chelsea F.C. Mecz odbył się 25 czerwca 2012 roku i zakończył się wynikiem 3:2 dla gwiazd ligi, przy rekordowo licznej widowni – 19 236 osób.
W związku z dużym zainteresowaniem biletami przez kibiców, klub zamierza powiększyć liczbę miejsc. Rozbudowa ma zostać podzielona na 3 etapy. Liczba miejsc najpierw ma zostać zwiększona do 20 000, następnie do 27 000 i w końcu do 30 000. Początek przebudowy zaplanowano najwcześniej na 2014, a jej koszt na 25 milionów dolarów.

## Konstrukcja
Zaprojektowany przez znaną pracownię Rossetti stadion na nadbrzeżu rzeki Delaware to typowo amerykański futbolowy obiekt – zgodnie z wytycznymi ligi MLS jest stosunkowo niewielki, mieści tylko 18 500 widzów na jednopoziomowych trybunach.
Zaskoczenie może budzić koszt budowy obiektu – aż $122 miliony przy zaledwie dwóch zadaszonych trybunach. To cena bogatego wyposażenia elektronicznego, trzydziestu lóż dla biznesmenów, wbudowanej w obiekt sceny koncertowej czy wreszcie typowej dla Filadelfii architektury – fasada wyłożona jest cegłami i kamieniem.

## Sponsorzy
25 stycznia 2010 operator ogłosił, iż sponsorem tytularnym stadionu zostanie firma PPL, która prawa do nazwy wykupiła za $20 milionów na ponad 11 lat. Częścią umowy jest wsparcie obiektu przez PPL EnergyPlus energią odnawialną, uzyskaną ze źródeł w Pensylwanii.
Panasonic Corporation jest partnerem technologicznym stadionu. Zapewnia m.in. emisję sygnału telewizyjnego podczas transmisji, duży ekran LED, czy też system zabezpieczeń.